# Matúš Bero
Matúš Bero (Ilava, 6 september 1995) is een Slowaaks voetballer die doorgaans speelt als middenvelder. In juli 2023 verruilde hij Vitesse voor VfL Bochum. Bero maakte in 2016 zijn debuut in het Slowaaks voetbalelftal.

## Clubcarrière
Bero speelde in de jeugd van AS Trenčín. Voor die club zou hij later ook zijn professionele debuut maken. Op 21 juli 2013 speelde de middenvelder voor het eerst mee in de Fortuna Liga, toen met 2–1 werd verloren op bezoek bij Spartak Trnava. Tijdens deze wedstrijd mocht Bero in de basis beginnen en hij speelde het gehele duel mee. Zijn eerste doelpunt volgde op 17 maart 2014. Op die dag viel hij tegen Dukla Banská Bystrica negen minuten voor het einde van de wedstrijd in toen Trenčín met 0–1 achterstond. Hij scoorde binnen een minuut de gelijkmaker en uiteindelijk zou de thuisploeg nog met 3–1 zegevieren. In iets meer dan drie seizoenen kwam Bero tot zevenenzeventig competitiewedstrijden voor Trenčín en daarin scoorde hij drieëntwintig keer. In de zomer van 2016 maakte de Slowaak de overstap naar Trabzonspor, waar hij zijn handtekening zette onder een verbintenis voor de duur van vier seizoenen. De nummer twaalf in de Süper Lig van het voorgaande seizoen betaalde circa tweeënhalf miljoen euro voor de transfer.
In de zomer van 2018 maakte Bero de overstap naar Vitesse, dat circa één miljoen euro voor hem betaalde. In Arnhem tekende de Slowaak voor vier jaar. Hij debuteerde op 26 juli 2018 in de met 2–2 gelijkgespeelde uitwedstrijd tegen FC Viitorul in de Europa League. Bero maakte zijn eerste doelpunt voor Vitesse op 12 augustus 2018; hij maakte de 2–1 in de met 5–1 gewonnen thuiswedstrijd tegen FC Groningen. In het seizoen 2020/21 reikte Vitesse tot de finale van de KNVB Beker, maar verloor deze met 2–1 van Ajax. In het seizoen 2021/22 wist Vitesse zich te plaatsen voor de groepsfase van de UEFA Europa Conference League. Op 21 oktober 2021 won Vitesse hierin met 1–0 van Tottenham Hotspur. Met tien punten uit zes wedstrijden werd Vitesse tweede in de groep, waarmee het Europees overwinterde. In november 2021 verlengde Bero zijn aflopende contract tot medio 2023 met een optie voor nog een extra seizoen. Deze optie werd niet gelicht en in mei 2023 maakte Bero bekend aan het einde van het seizoen transfervrij te vertrekken. Hierop tekende hij een voorcontract voor drie jaar bij VfL Bochum, ingaande per 1 juli. Hier kwam hij weer onder coach Thomas Letsch te spelen, die ook zijn trainer was geweest bij Vitesse.

## Clubstatistieken
| Seizoen | Club        | Competitie   | Competitie | Competitie | Beker | Beker | Internationaal | Internationaal | Overig | Overig | Totaal | Totaal |
| Seizoen | Club        | Competitie   | Wed.       | Dlp.       | Wed.  | Dlp.  | Wed.           | Dlp.           | Wed.   | Dlp.   | Wed.   | Dlp.   |
| ------- | ----------- | ------------ | ---------- | ---------- | ----- | ----- | -------------- | -------------- | ------ | ------ | ------ | ------ |
| 2013/14 | AS Trenčín  | Fortuna Liga | 26         | 3          | 0     | 0     | 1              | 0              | —      | —      | 27     | 3      |
| 2014/15 | AS Trenčín  | Fortuna Liga | 18         | 5          | 5     | 0     | 0              | 0              | —      | —      | 23     | 5      |
| 2015/16 | AS Trenčín  | Fortuna Liga | 30         | 15         | 5     | 1     | 2              | 1              | —      | —      | 37     | 17     |
| 2016/17 | AS Trenčín  | Fortuna Liga | 3          | 0          | 0     | 0     | 4              | 1              | —      | —      | 7      | 1      |
| 2016/17 | Trabzonspor | Süper Lig    | 23         | 2          | 2     | 0     | —              | —              | —      | —      | 25     | 2      |
| 2017/18 | Trabzonspor | Süper Lig    | 15         | 1          | 4     | 0     | —              | —              | —      | —      | 19     | 1      |
| 2018/19 | Vitesse     | Eredivisie   | 30         | 9          | 3     | 1     | 3              | 0              | 2      | 0      | 38     | 10     |
| 2019/20 | Vitesse     | Eredivisie   | 22         | 3          | 4     | 0     | —              | —              | —      | —      | 26     | 3      |
| 2020/21 | Vitesse     | Eredivisie   | 27         | 1          | 4     | 1     | —              | —              | —      | —      | 31     | 2      |
| 2021/22 | Vitesse     | Eredivisie   | 27         | 1          | 2     | 0     | 12             | 4              | 4      | 0      | 45     | 5      |
| 2022/23 | Vitesse     | Eredivisie   | 31         | 5          | 1     | 0     | —              | —              | —      | —      | 32     | 5      |
| 2023/24 | VfL Bochum  | Bundesliga   | 24         | 1          | 1     | 0     | —              | —              | 2      | 0      | 27     | 1      |
| Totaal  | Totaal      | Totaal       | 276        | 46         | 31    | 3     | 22             | 6              | 8      | 0      | 337    | 55     |

Bijgewerkt op 18 juli 2024.

## Interlandcarrière
Bero maakte zijn debuut in het Slowaaks voetbalelftal op 27 mei 2016, toen gespeeld werd tegen Georgië. Door twee doelpunten van Adam Nemec en een van Adam Zreľák stonden de Slowaken met 3–0 voor, maar door Levan Kenia werd het uiteindelijk nog 3–1. Bero mocht van bondscoach Ján Kozák in de basis starten en hij werd elf minuten voor het einde van de wedstrijd gewisseld toen Patrik Hrošovský in zijn plaats het veld betrad. De andere debutant dit duel was Milan Škriniar (Sampdoria). In mei 2021 werd hij door bondscoach Štefan Tarkovič opgenomen in de Slowaakse voorselectie voor het uitgestelde EK 2020. Een halve maand later werd de definitieve selectie bekendgemaakt en Bero was een van de afvallers.
In mei 2024 werd Bero door bondscoach Francesco Calzona opgenomen in de voorselectie van Slowakije voor het EK 2024 in Duitsland. Hij werd vervolgens ook opgenomen in de definitieve selectie. Slowakije overleefde de groepsfase als een van de beste nummers drie na een overwinning op België (0–1), een nederlaag tegen Oekraïne (1–2) en een gelijkspel tegen Roemenië (1–1), waarna het in de achtste finales na een verlenging met 2–1 verloor van Engeland. Bero kwam op het toernooi als invaller in actie tegen Roemenië en Engeland.
| Interlands van Matúš Bero voor Slowakije | Interlands van Matúš Bero voor Slowakije | Interlands van Matúš Bero voor Slowakije | Interlands van Matúš Bero voor Slowakije | Interlands van Matúš Bero voor Slowakije | Interlands van Matúš Bero voor Slowakije | Interlands van Matúš Bero voor Slowakije |
| №                                        | Datum                                    | Wedstrijd                                | Uitslag                                  | Competitie                               | Goals                                    |                                          |
| Als speler bij AS Trenčín                | Als speler bij AS Trenčín                | Als speler bij AS Trenčín                | Als speler bij AS Trenčín                | Als speler bij AS Trenčín                | Als speler bij AS Trenčín                | Als speler bij AS Trenčín                |
| ---------------------------------------- | ---------------------------------------- | ---------------------------------------- | ---------------------------------------- | ---------------------------------------- | ---------------------------------------- | ---------------------------------------- |
| 1                                        | 27 mei 2016                              | Slowakije – Georgië                      | 3 – 1                                    | Vriendschappelijk                        |                                          |                                          |
| Als speler bij Trabzonspor               |                                          |                                          |                                          |                                          |                                          |                                          |
| 2                                        | 11 november 2016                         | Slowakije – Litouwen                     | 4 – 0                                    | WK 2018 kwalificatie                     |                                          |                                          |
| 3                                        | 15 november 2016                         | Oostenrijk – Slowakije                   | 0 – 0                                    | Vriendschappelijk                        |                                          |                                          |
| 4                                        | 10 november 2017                         | Oekraïne – Slowakije                     | 2 – 1                                    | Vriendschappelijk                        |                                          |                                          |
| 5                                        | 14 november 2017                         | Slowakije – Noorwegen                    | 1 – 0                                    | Vriendschappelijk                        |                                          |                                          |
| Als speler bij Vitesse                   |                                          |                                          |                                          |                                          |                                          |                                          |
| 6                                        | 16 oktober 2018                          | Zweden – Slowakije                       | 1 – 1                                    | Vriendschappelijk                        |                                          |                                          |
| 7                                        | 16 november 2018                         | Slowakije – Oekraïne                     | 4 – 1                                    | Nations League 2018/19                   |                                          |                                          |
| 8                                        | 19 november 2018                         | Tsjechië – Slowakije                     | 1 – 0                                    | Nations League 2018/19                   |                                          |                                          |
| 9                                        | 7 juni 2019                              | Slowakije – Jordanië                     | 5 – 1                                    | Vriendschappelijk                        |                                          |                                          |
| 10                                       | 13 oktober 2019                          | Slowakije – Paraguay                     | 1 – 1                                    | Vriendschappelijk                        |                                          |                                          |
| 11                                       | 19 november 2019                         | Slowakije – Azerbeidzjan                 | 2 – 0                                    | EK 2020 kwalificatie                     |                                          |                                          |
| 12                                       | 7 september 2020                         | Israël – Slowakije                       | 1 – 1                                    | Nations League 2020/21                   |                                          |                                          |
| 13                                       | 11 oktober 2020                          | Schotland – Slowakije                    | 1 – 0                                    | Nations League 2020/21                   |                                          |                                          |
| 14                                       | 24 maart 2021                            | Cyprus – Slowakije                       | 0 – 0                                    | WK 2022 kwalificatie                     |                                          |                                          |
| 15                                       | 1 juni 2021                              | Bulgarije – Slowakije                    | 1 – 1                                    | Vriendschappelijk                        |                                          |                                          |
| 16                                       | 11 oktober 2021                          | Kroatië – Slowakije                      | 2 – 2                                    | WK 2022 kwalificatie                     |                                          |                                          |
| 17                                       | 11 november 2021                         | Slowakije – Slovenië                     | 2 – 2                                    | WK 2022 kwalificatie                     |                                          |                                          |
| 18                                       | 25 maart 2022                            | Noorwegen – Slowakije                    | 2 – 0                                    | Vriendschappelijk                        |                                          |                                          |
| 19                                       | 29 maart 2022                            | Finland – Slowakije                      | 0 – 2                                    | Vriendschappelijk                        |                                          |                                          |
| 20                                       | 10 juni 2022                             | Azerbeidzjan – Slowakije                 | 0 – 1                                    | Nations League 2022/23                   |                                          |                                          |
| 21                                       | 13 juni 2022                             | Kazachstan – Slowakije                   | 2 – 1                                    | Nations League 2022/23                   | 51'                                      |                                          |
| 22                                       | 22 september 2022                        | Slowakije – Azerbeidzjan                 | 1 – 2                                    | Nations League 2022/23                   |                                          |                                          |
| 23                                       | 25 september 2022                        | Slowakije – Wit-Rusland                  | 1 – 1                                    | Nations League 2022/23                   |                                          |                                          |
| 24                                       | 17 november 2022                         | Montenegro – Slowakije                   | 2 – 2                                    | Vriendschappelijk                        |                                          |                                          |
| 25                                       | 20 november 2022                         | Slowakije – Chili                        | 0 – 0                                    | Vriendschappelijk                        |                                          |                                          |
| 26                                       | 26 maart 2023                            | Slowakije – Bosnië en Herzegovina        | 2 – 0                                    | EK 2024 kwalificatie                     |                                          |                                          |
| 27                                       | 17 juni 2023                             | IJsland – Slowakije                      | 1 – 2                                    | EK 2024 kwalificatie                     |                                          |                                          |
| 28                                       | 20 juni 2023                             | Liechtenstein – Slowakije                | 0 – 1                                    | EK 2024 kwalificatie                     |                                          |                                          |
| Als speler bij VfL Bochum                |                                          |                                          |                                          |                                          |                                          |                                          |
| 29                                       | 11 september 2023                        | Slowakije – Liechtenstein                | 3 – 0                                    | EK 2024 kwalificatie                     |                                          |                                          |
| 30                                       | 9 juni 2024                              | Slowakije – Wales                        | 4 – 0                                    | Vriendschappelijk                        |                                          |                                          |
| 31                                       | 26 juni 2024                             | Slowakije – Roemenië                     | 1 – 1                                    | EK 2024                                  |                                          |                                          |
| 32                                       | 30 juni 2024                             | Engeland – Slowakije                     | 2 – 1 n.v.                               | EK 2024                                  |                                          |                                          |

Bijgewerkt op 18 juli 2024.

## Erelijst
| Fortuna Liga    | 2 | 2014/15, 2015/16 |
| Slovenský Pohár | 2 | 2014/15, 2015/16 |